# Jasmine Joyce
Pour les articles homonymes, voir Joyce.
Pas d'image ? Cliquez ici

a Compétitions nationales et continentales officielles uniquement.

b Matchs officiels uniquement.
Dernière mise à jour le 31 juillet 2021.
Jasmine Joyce-Butchers, née le 9 octobre 1995 à Saint David's (pays de Galles), est une joueuse internationale galloise de rugby à XV et à sept, occupant le poste d'ailier aux Bristol Bears. Elle représente aussi la Grande-Bretagne en rugby à sept lors des compétitions olympiques.

## Biographie

### Jeunesse et formation
Jasmine Joyce naît le 9 octobre 1995 à Saint David's au pays de Galles. Elle débute le rugby à XV à l'âge de sept ans au St. Davids RFC, puis en rejoignant la section féminine du Haverfordwest RFC cinq années plus tard.

### En club
À l'âge de 15 ans, elle rejoint l'équipe féminine des moins de 18 ans des Scarlets. Sa vitesse impressionne aux entraînements, et elle est placée sur l'aile. Joyce inscrit trois essais lors de son premier match face aux Dragons. Elle devient une joueuse majeure de l'équipe des moins de 18 ans, ce qui l'amène à rejoindre l'équipe première.
En 2020, elle rejoint les Bristol Bears.

### En sélection
Jasmine Joyce est internationale galloise de rugby à XV depuis juin 2013 et une sélection pour les jeux scolaires du Royaume-Uni. En 2015, trois mois seulement après le début de ses études à l'université métropolitaine de Cardiff, Joyce a été sélectionnée pour jouer dans l'équipe de rugby à sept du pays de Galles lors du tournoi de Dubai. Dès lors, elle est devenue une habituée de l'équipe féminine de rugby à sept et a joué pour le pays de Galles lors des Championnats d'Europe 2015 qui se sont déroulés en deux étapes en Russie et en France.
En 2016, elle participe aux Jeux olympiques de Rio avec la Grande-Bretagne, et est d'ailleurs l'unique galloise de la sélection. Les Britanniques terminent à la 4e place. Elle participe aussi aux Jeux olympiques de Tokyo, qui se concluent aussi sur une 4e place.
À l'automne 2023, elle fait partie des trente joueuses qui partent en Nouvelle-Zélande participer pour le pays de Galles au WXV 2023.
En décembre 2023, elle épouse sa coéquipière et compatriote Alisha Butchers.